# Maren Jasper-Winter

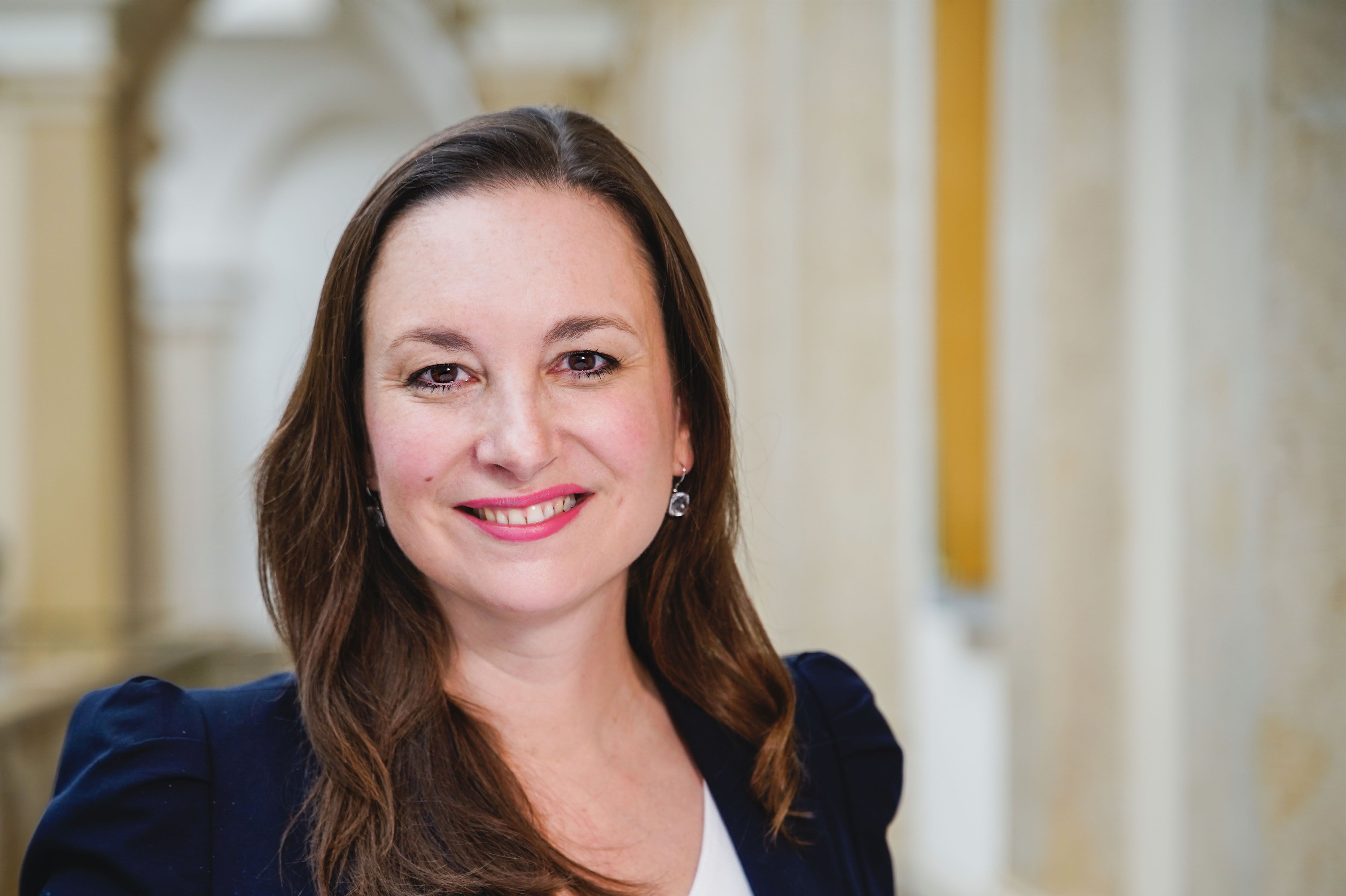
Maren Jasper-Winter, 2021

Maren Jasper-Winter (* 30. März 1977 in Münster) ist eine deutsche Juristin und Politikerin (FDP). Von 2016 bis 2023 war sie Mitglied des Abgeordnetenhauses von Berlin. Seit 2021 ist Jasper-Winter Mitglied im FDP-Bundesvorstand. 

## Leben
Jasper-Winter wurde 1977 in Münster geboren und wuchs im Stadtteil Gelmer auf. Sie studierte an der Universität Trier und der Humboldt-Universität Berlin Rechtswissenschaften und anglo-amerikanisches Recht mit einem Auslandssemester in Bordeaux, Frankreich. In Folge der Tätigkeit als wissenschaftliche Mitarbeiterin bei Prof. Schwintowski am Institut für Energie- und Wettbewerbsrecht in der kommunalen Wirtschaft (EWeRK), promovierte Jasper-Winter 2007 zum Thema „Finanzierung der Stilllegung von Kernkraftwerken“. Während des Studiums und ihrer Promotion war sie Stipendiatin der Friedrich-Naumann-Stiftung für die Freiheit. Seit 1998 liegt der Lebensmittelpunkt von Jasper-Winter in Berlin-Mitte. Als Unternehmensjuristin wurde sie 2007 in der Rechtsabteilung von Vattenfall mit dem Schwerpunkt auf Verwaltungs- und Umweltrecht angestellt. Infolge ihres Einzugs in das Berliner Abgeordnetenhaus ruhte dieses Arbeitsverhältnis von November 2016 bis März 2023. Seit Oktober 2023 ist Jasper-Winter beruflich in die Energiewirtschaft zurückgekehrt. Sie leitet die Politikabteilung der LEAG. 
Jasper-Winter ist verheiratet und hat zwei Söhne.

## Politik
Jasper-Winter trat 1995 den Jungen Liberalen in Münster bei. Später wurde sie Mitglied der Liberalen Hochschulgruppe und 1999 Parteimitglied der FDP. Von 2002 bis 2008 war sie Beisitzerin im Landesvorstand der FDP Berlin. In den Jahren von 2012 bis 2014 war sie stellvertretende Vorsitzende des Landesvorstandes der FDP Berlin. Seit 2008 ist Jasper-Winter Bezirksvorsitzende der FDP Berlin-Mitte. 2011 kandidierte sie für die Berliner Abgeordnetenhauswahlen. Über die Bezirksliste Wahlkreis Mitte 1 wurde sie 2016 in das Abgeordnetenhaus von Berlin gewählt. Bei der Abgeordnetenhauswahl 2021 konnte sie ihr Mandat verteidigen. In der FDP-Fraktion war sie Sprecherin für Arbeit, Integration, Frauen und berufliche Bildung, sowie Mitglied im Haupt- und Rechtsausschuss. Nach dem Scheitern der FDP an der Fünfprozenthürde bei der Wiederholungswahl zum 19. Abgeordnetenhaus im Februar 2023 schied sie aus dem Parlament aus.

## Mitgliedschaften
Von 2021 bis 2022 war sie Mitglied im Kuratorium der Friedrich-Naumann-Stiftung für die Freiheit. Im Frühjahr 2022 wurde sie in den Vorstand der Stiftung gewählt.